# Mario Arias
Mario Arias Navia (Oviedo, 5 de septiembre de 1979) es un político español. Actualmente es el primer teniente de alcalde del Ayuntamiento de Oviedo.

## Biografía
Nació en Oviedo el 5 de septiembre de 1979, aunque a los pocos días se trasladó a Belmonte de Miranda (Asturias), donde su madre era maestra y su padre tenía un pequeño comercio textil.
Estudió en un Colegio Público y a principios de los años noventa, se trasladó a León para estudiar interno en el Colegio de los Dominicos de La Virgen del Camino. Después regresó a Oviedo para finalizar los estudios de BUP y COU.
Estudió Derecho en la Universidad de Oviedo, donde entró en contacto con jóvenes de Nuevas Generaciones, la organización juvenil del Partido Popular. Al mismo tiempo trabajaba y entrenaba a jóvenes en el equipo de fútbol Juventud Estadio.
En esa época, participó en la política universitaria y también en los consejos de la juventud de Oviedo y Asturias, representando a la organización juvenil del PP, hasta que fue elegido en 2006 Presidente de NNGG de Oviedo. Siendo presidente de Nuevas Generaciones finalizó su carrera universitaria y se colegió como abogado ejerciente.

## Senado
En la X Legislatura formó parte de las comisiones de Justicia, Comisión General de las Comunidades Autónomas, Igualdad, Peticiones y Comisión Mixta de Relaciones con el Tribunal de Cuentas.
El las elecciones del 20 de diciembre y del 26 de junio fue reelegido senador para la XI Legislatura. En esta ocasión es el portavoz del Grupo Popular en la Comisión de Peticiones y también forma parte de las comisiones de Justicia, Interior, General de las Comunidades Autónomas y Mixta de Relaciones con el Tribunal de Cuentas.

## Hitos en el Senado
Ha sido ponente de leyes tan importantes como la Ley de Enjuiciamiento Civil o la Ley del Registro Civil.
En noviembre de 2013 llevó al Senado una iniciativa para pedir la declaración de la Sidra como Patrimonio de la Humanidad que contó con el apoyo del Gobierno de España.

## Ayuntamiento de Oviedo
En la legislatura 2007-2011 obtuvo el cargo de concejal del Ayuntamiento de Oviedo y en noviembre de 2011 fue elegido por primera vez senador por Asturias en la candidatura del Partido Popular de Asturias. En 2015 volvió al ayuntamiento como concejal delegado de Seguridad Ciudadana en Oviedo.
El 26 de mayo de 2019 sale elegido concejal del Ayuntamiento de Oviedo siendo parte del Gobierno Municipal en calidad de Segundo teniente de alcalde. El 28 de mayo de 2023 sale reelegido concejal del Ayuntamiento de Oviedo volviendo a ser parte del Gobierno Municipal en calidad de Primer teniente de alcalde.